# Rio Fedeleşul
O Rio Fedeleşul é um rio da Romênia, afluente do Şorogari, localizado no distrito de Iaşi.